# Max Fried
Max Fried (Santa Mónica, California, 18 de enero de 1994) es un jugador profesional de béisbol estadounidense. Se desempeña en la posición de lanzador en los New York Yankees, equipo de las Grandes Ligas de Béisbol (MLB). Anteriormente jugaba para los Atlanta Braves.

## Carrera
Fue seleccionado en la primera ronda en el Draft de la MLB de 2012. En 2017 hizo su debut profesional con el equipo Atlanta Braves, donde lleva jugando ocho temporadas.
El 17 de diciembre de 2024, Fried fue adquirido por los New York Yankees firmando un contrato de 8 años por 218 millones de dólares. Fue el contrato más alto de la historia para un lanzador zurdo y el cuarto más alto para un lanzador en general.